# El velo pintado (película de 1934)
El velo pintado (The Painted Veil) es una película estadounidense de Richard Boleslawski que se estrenó en 1934.

## Sinopsis
En Austria, Katrin Koerber, hija de un profesor de medicina, sueña con dejar su país para vivir una vida emocionante. Cuando el bacteriólogo británico Walter Fane le propone matrimonio y le pide que lo acompañe en su misión a Hong Kong, Katrin acepta sin dudarlo aunque no esté enamorada de él. En Hong Kong, mientras que Walter está inmerso en su trabajo, Katrin tiene una aventura con un hombre casado, Jack Townsend, adscrito a la embajada británica. Los dos amantes descubren juntos los encantos de la civilización china, siendo este el detonante para que Katrin reproche a Walter su vida monótona y hogareña. Para satisfacerla, Walter intenta acortar su jornada de trabajo y, al regresar antes de lo habitual, se sorprende al encontrar la puerta de la habitación cerrada con llave y el sombrero de Jack Townsend sobre la mesa. Walter confronta a Katrin, quien confiesa estar enamorada de Jack. Decepcionado, Walter acepta darle el divorcio a Katrin si Jack deja a su mujer para casarse con ella. Cuando Katrin le cuenta a Jack sobre estas condiciones, este se niega, pues el divorcio arruinaría su carrera y su reputación. A Katrin no le queda más que, desilusionada, seguir a Walter en su nueva misión a las profundidades de una región central donde se desata una epidemia de cólera. Mientras Walter lucha incansablemente por detener la epidemia, Katrin, aislada, comienza a deprimirse. Walter le ofrece, entonces, la oportunidad de volver a Hong Kong por río desde el pueblo identificado como la raíz de la epidemia. Luego Walter, quien por medida sanitaria ordenó que quemasen la aldea, se sorprende al ver a Katrin involucrarse en la misión al rescatar jóvenes huérfanos víctimas de la epidemia. Sin embargo, en medio del pánico, Walter es agredido y Katrin se queda para cuidarlo. Durante este tiempo, Jack se da cuenta de que ama profundamente a Katrin y deja Hong Kong para reunirse con ella. Cuando la encuentra, ella le confiesa que ahora está profundamente enamorada de Walter después de darse cuenta de la dimensión de su compromiso médico y de sus sacrificios y, mientras ella le declara su amor a su esposo, Jack regresa a su trabajo en Hong Kong.

## Ficha técnica
- Título original: The Painted Veil
- Título en español: El velo pintado
- Dirección: Richard Boleslawski
- Dirección de escenas exteriores: George Hill
- Guion: John Meehan, Salka Viertel y Edith Fitzgerald, basado en la novela de W. Somerset Maugham, El velo pintado (1925)
- Dirección artística: Cedric Gibbons
- Vestuario: Adrian
- Fotografía: William H. Daniels
- Montaje: Hugh Wynn
- Música:  Herbert Stothart
- Producción: Hunt Stromberg
- Productora: MGM (Estados Unidos)
- Distribución: MGM (Estados Unidos)
- País:  Estados Unidos
- Idioma original: inglés
- Formato: blanco y negro — 35 mm — 1.37:1 — sonido monoaural (Western Electric Sound System)
- Género: drama
- Duración: 88 minutos
- Fechas de estreno: 23 de noviembre de 1934 en  Estados Unidos
- Clasificación: todas las edades.

## Reparto
- Greta Garbo (VF : Claude Marcy): Katrin Koerber Fane
- Herbert Marshall: Dr. Walter Fane
- George Brent: Jack Townsend
- Warner Oland: general Yu
- Jean Hersholt: Señor Koerber
- Bodil Rosing: Sra. Koerber
- Katharine Alexander: Sra. Townsend
- Cecilia Parker: Olga Koerber
- Soo Yong: Amah
- Leonard Mudie: Barrett

## Rodaje
- Interiores: estudios MGM de Culver City (California). Según The Hollywood Reporter, MGM construyó la réplica de un antiguo templo chino en sus estudios de Culver City.[1]
- Exteriores: se grabó en China durante el primer semestre 1934 bajo la dirección de George Hill. Algunas escenas también se utilizaron en Caras de Oriente (The Good Earth, 1937), otra producción de la MGM. Sin embargo, debido a que George Hill se suicidó a los dos mes después de regresar de China, se desconoce la proporción de película que figura en El velo pintado.

## Recepción
Para la revista Télé 7 jours, El velo pintado es una "película parlanchina, bastante aburrida y terriblemente anticuada. Una pieza que solo los fanáticos de Garbo apreciarían." 

film bavard, passablement ennuyeux, terriblement démodé. Un mélo que seuls apprécieront les inconditionnels de Garbo.

## Otras versiones
Se han hecho dos adaptaciones:
- The Seventh Sin por Ronald Neame, con Eleanor Parker, Bill Travers y Jean-Pierre Aumont (1957).
- Al otro lado del mundo (The Painted Veil), por John Curran, con Naomi Watts, Edward Norton y Liev Schreiber (2006).